# V-Cube 6

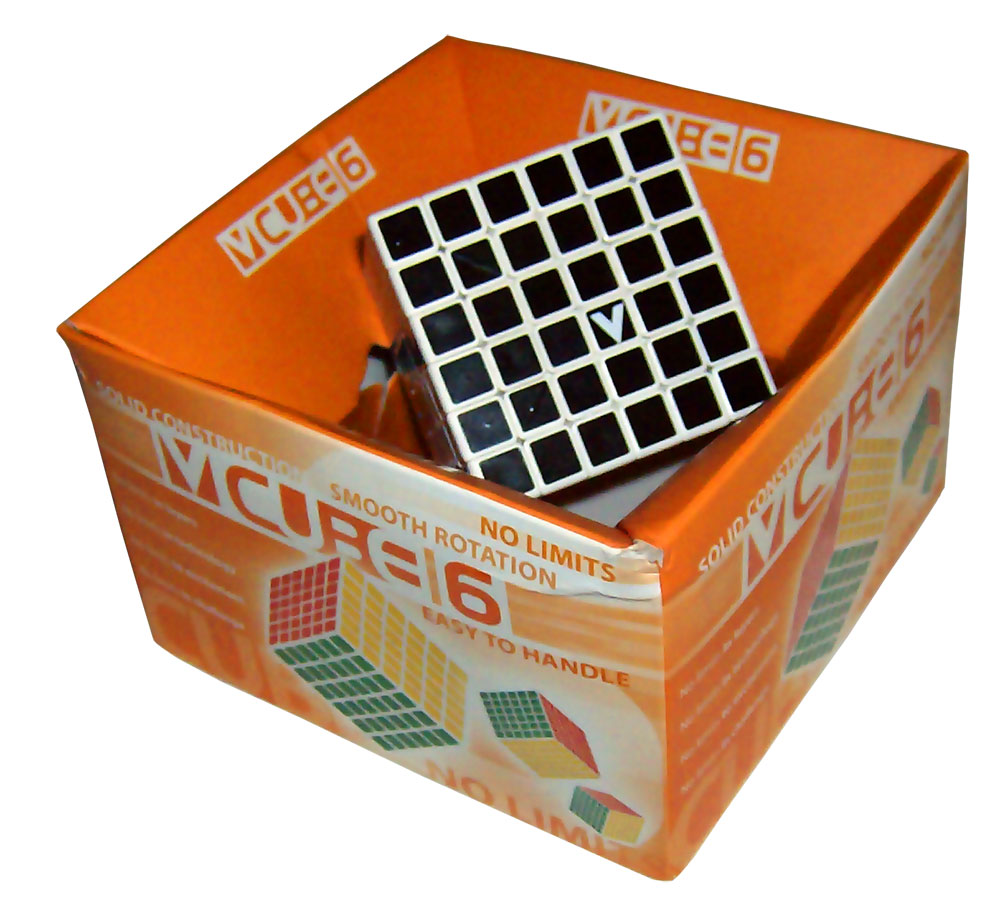
Hộp đồ chơi V-Cube 6

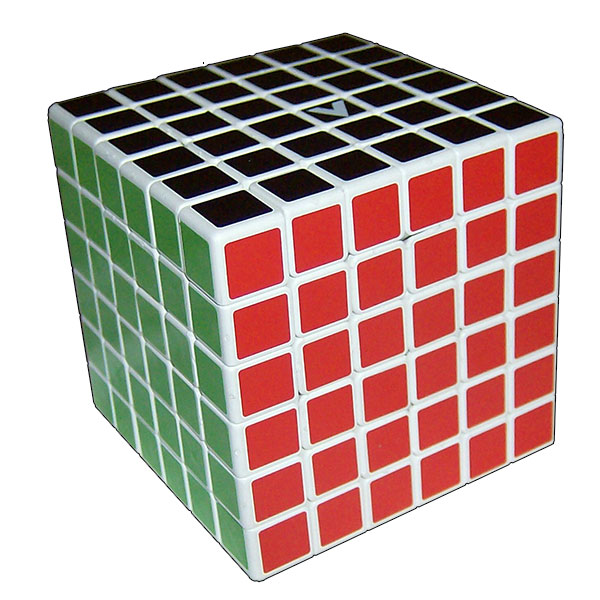
V-Cube 6 hoàn chỉnh

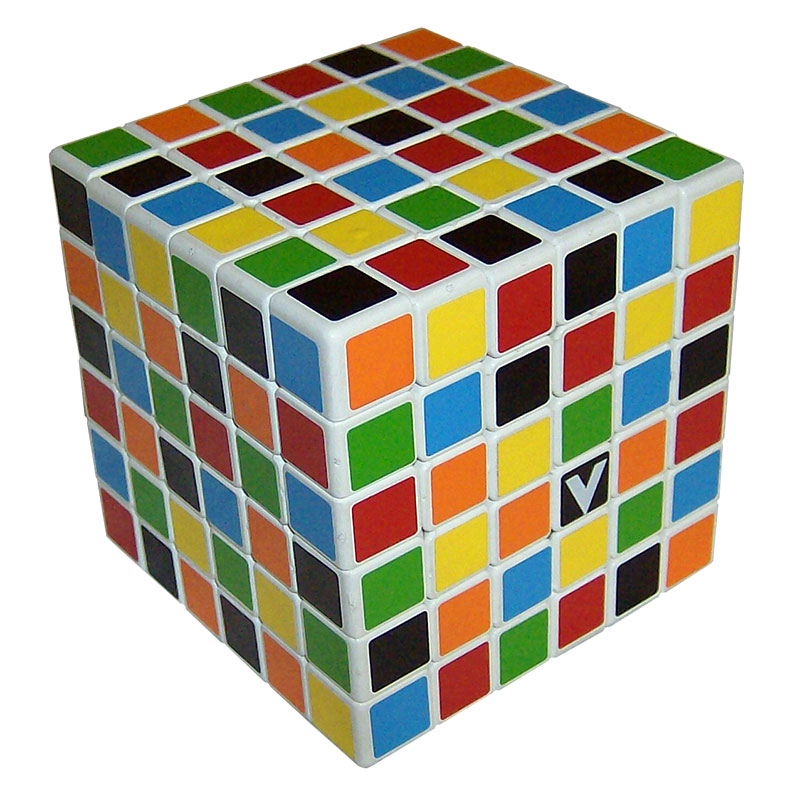
V-Cube 6 bị xáo trộn

V-Cube 6 là phiên bản 6×6×6 của Lập phương Rubik. Cũng như Rubik báo thù, nó cũng không có khối tâm cố định. Những khối Rubik 6x6x6 đầu tiên được ra lò từ công ty Verdes Innovations SA của nhà phát minh người Hy Lạp Panagiotis Verdes vào năm 2008 (V là viết tắt của tên nhà phát minh). Ngày nay đã có rất nhiều phiên bản của nhiều hãng đồ chơi khác nhau như MoYu và QiYi được sản xuất và đã cải tiến lại thiết kế ban đầu của Verdes.

## Cấu tạo

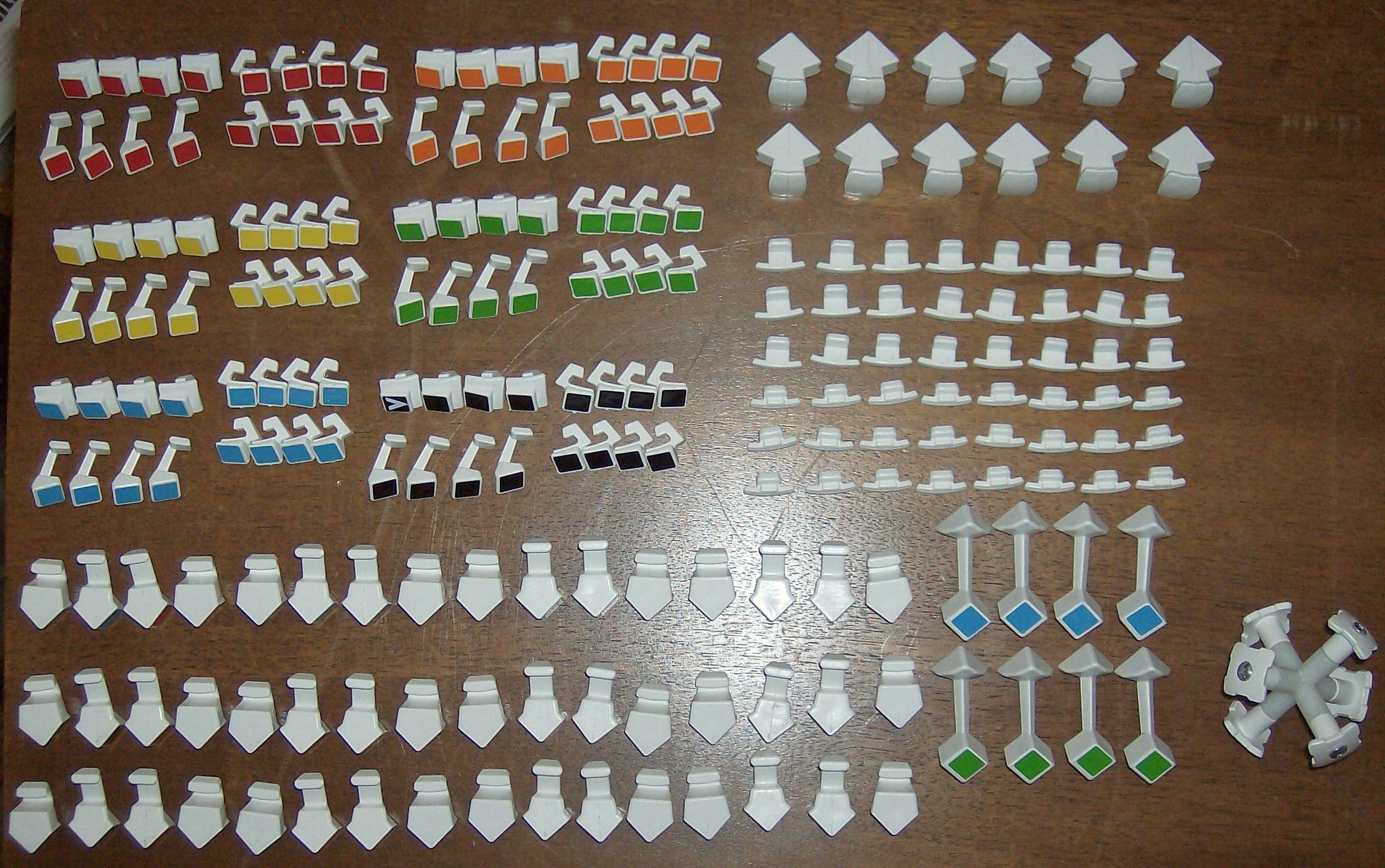
Cấu tạo V-Cube 6

Rubik 6x6x6 gồm có 8 khối đỉnh, 48 khối cạnh và 96 khối tâm, cùng với 60 khối cầu nối giữa các khối nhỏ với khung chính của toàn khối lớn.
Mặc dù bề mặt ngoài của Rubik 6x6x6 vẫn đảm bảo sự bền vững (xem thêm V-Cube 7) tuy nhiên khi xét trên một cạnh của nó thì nếu chia đều ra 6 phần thì khi xoay một mặt đi 45 độ thì khối đỉnh bên ngoài chỉ chờm lên một phần rất nhỏ của nó. Để khắc phục tình trạng này, Verdes đã tăng bề dày của khối đỉnh và cạnh lên (trên một cạnh sẽ chia làm 4 đoạn 1 cm ở giữa và 2 đoạn 1,3 cm ở 2 bên).

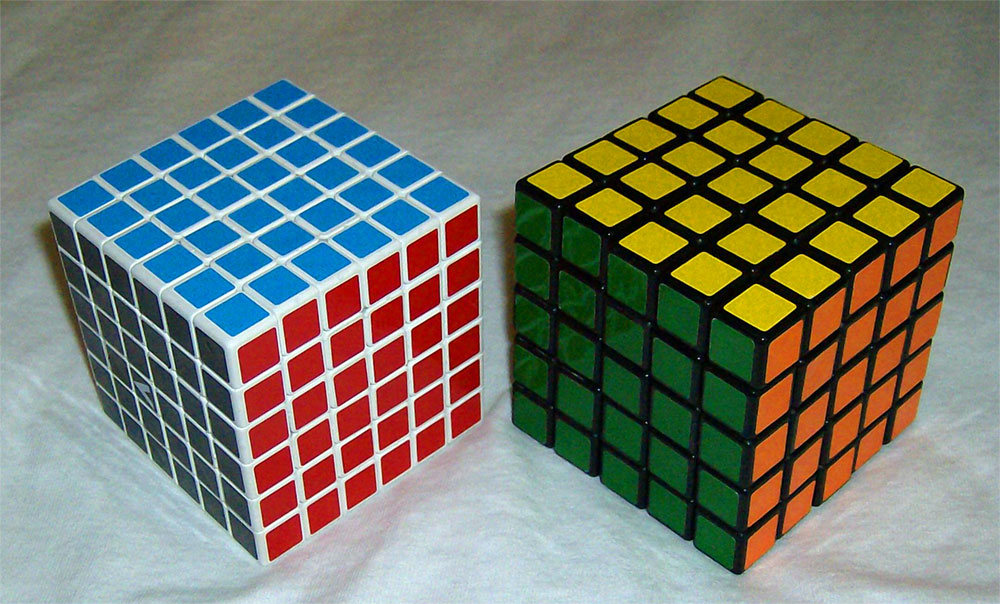
So sánh V-Cube 6 với Rubik giáo sư.

So về kích thước, V-Cube 6 thậm chí chỉ bằng một khối Rubik giáo sư của Eastsheen, với chiều dại mỗi cạnh là 60mm. Các khối 6x6x6 của các hãng MoYu và QiYi có chiều dài mỗi cạnh là 65mm.
V-Cube 6 được sản xuất bởi Verdes có mặt đen thay thế cho mặt trắng.

## Cơ chế
V-Cube 6 nguyên bản sử dụng một cơ chế được cải tiến từ cơ chế của phiên bản Rubik báo thù của Eastsheen. Các mảnh cầu nối sẽ tạo nên một bộ khung cầu giống như Rubik báo thù. Các khối tâm tựa vào khung cầu "giả" đó để di chuyển, các khối cạnh dựa vào tâm và các khối đỉnh dựa vào cạnh để di chuyển. Ngoài ra, việc cải tiến cơ chế này cũng giúp cho khối xoay nhanh hơn.

## Số hoán vị
Cũng như mọi khối Rubik khác thì khối Rubik 6x6x6 có 8!×37 hoán vị cho 8 khối đỉnh.
96 khối tâm sẽ được chia làm 4 nhóm 24 có quỹ đạo riêng, mỗi nhóm có 4 khối một màu tạo ra 24!/4!6 hoán vị, tổng lại có 24!4/4!24 hoán vị.
Khi đó 48 khối cạnh chia làm 2 nhóm 24 khối có quỹ đạo riêng, các khối trong từng nhóm này bất đối nên tạo ra 24! hoán vị, tổng lại có 24!2 hoán vị.
Thực tế có 24 hoán vị đồng nhất nên số hoán vị sẽ là:
{\displaystyle {\frac {8!\times 3^{7}\times 24!^{6}}{4!^{24}\times 24}}\approx 1.57\times 10^{116}}
Con số đầy đủ là 157 152 858 401 024 063 281 013 959 519 483 771 508 510 790 313 968 742 344 694 684 829 502 629 887 168 573 442 107 637 760 000 000 000 000 000 000 000 000 hoán vị.

## Cách giải
Vì cấu dạng của Rubik 6x6x6 giống như Rubik báo thù nên các cách giải của Rubik báo thù hoàn toàn áp dụng được.

## Kỷ lục
Kỷ lục giải Rubik 6x6x6 6 là 1 phút 09,51 giây thuộc về Max Park (Hoa Kỳ), anh cũng đang nắm giữ kỷ lục trung bình 3 lần giải là 1 phút 15,90 giây tại giải Houston Winter 2020